# Raznorotkovke
Raznorotkovke  (lat. Marsileaceae), biljna porodica u redu nepačkolike. Ime je dobila po rodu raznorotka (Marsilea). U ukupno tri roda (raznorotka, loptarka i regnelidijum) priznato je 57 vrsta.
U Hrvatskoj rastu četverolisna raznorotka (Marsilea quadrifolia), Pilularia globulifera i Pilularia minuta.

## Opis
Marsileaceae jedna je od dvije porodice heterospornih, vodenih paprati koje se različito smatraju vlastitim redom, Marsileales, ili su uključene u Hydropteridales (Rothwell i Stockey, 1994.) ili Salviniales (A. Smith et al., 2006.). Nekoliko filogenetskih analiza podupire koncept da je porodica monofiletska i da se ugnijezdila unutar veće skupine leptosporangijatnih paprati.
Marsileaceae uključuje tri postojeća roda, Marsilea, Pilularia i Regnellidium, i >60 vrsta ukorijenjenih, vodenih ili amfibijskih biljaka s tankim stabljikama i listovima koji se nalaze u široko razmaknutim čvorovima; žilanje je dihotomno. Biljke često rastu u gustim prostirkama koje se protežu iznad dublje vode. Listovi su reducirani i imaju raspon od dva nasuprotna pera kod Regnellidiuma do tri para pera kod nekih vrsta Marsilea. Kod pilularije listovi su nitasti i nemaju laminu. Stabljika ima amfiflojski sifonostel s unutarnjim i vanjskim endodermisom; sazrijevanje ksilema je mezarh (koji se razvija i s periferije i iz središta). Reproduktivne strukture su modificirane, kuglaste strukture ili strukture u obliku graha koje se nazivaju sporokarpi, a koje su specijalizirane stomatiferne folijarne jedinice koje sadrže i mega- i mikrosporangije. Za neke se zna da su održivi 40 godina nakon što su sakupljeni, što sugerira da predstavljaju prilagodbu za preživljavanje isušivanja. Megaspore ove skupine su velike i karakterizirane vršnom želatinoznom masom stožastog oblika.

## Rodovi
1. Marsilea L. (50 spp.)
2. Regnellidium Lindm. (1 sp.)
3. Pilularia L. (6 spp.)